# Rappresentanza processuale
La rappresentanza processuale è un tipo di rappresentanza in ambito processuale.
Può distinguersi in rappresentanza processuale legale e volontaria.

## Requisiti
Due fondamentali requisiti riguardano le parti formali del processo:
- capacità di essere parte
- capacità processuale

Tradizionalmente vengono associati ad altri istituti, e racchiusi nell'ampia categoria dei cosiddetti presupposti processuali. Condizioni che la legge stabilisce debbano esserci affinché il giudice possa decidere in merito alla lite, della controversia, ossia debbano sussistere prima della proposizione della domanda.
La sentenza di merito è quella sentenza con cui il giudice dichiara se la domanda o le domande sono fondate oppure no.
Se i presupposti mancassero, il giudice deve arrestarsi,non può cioè decidere in merito alla causa, ma deve limitarsi a fare, NON una sentenza di merito, ma di una sentenza di mero rito o a contenuto puramente processuale, con la quale darà atto della presenza di un ostacolo all'esame del merito della causa(la carenza di un presupposti processuale).
Importante distinzione tra sentenza di merito e sentenza di rito.
Col tramonto della teoria del rapporto giuridico processuale, e quindi con la sua sostituzione del processo visto come procedimento volto all'esercizio della funzione giurisdizionale civile, anche la categoria dei presupposti processuali è entrata in crisi. Oggi tale categoria è definita più comunemente come condizioni di ammissibilità della domanda, oppure condizioni di decidibilità della causa nel merito.
Si allude sempre in buona sostanza allo stesso fenomeno e agli stessi requisiti, è solo un problema di nomenclatura. Sono espressioni equivalenti.
All'interno di questi presupposti processuali, o comunque nominati, si distinguono:
- quelli che attengono alle parti
- quelli che attengono al giudice.

## Capacità di essere parte
La capacità di essere parte, non è direttamente contemplata nel CPC, ma contiene una disposizione (art 75 4comm cpc) che ci fa capire indirettamente che tra le condizioni di ammissibilità della causa c'è anche la capacità di essere parte. La capacità di essere parte è tendenzialmente analoga alla capacità giuridica di diritto sostanziale; la capacità processuale è l'attitudine ad essere titolare di diritti di doveri oneri facoltà e poteri, che la legge processuale prevede per la parte formale del processo.
La capacità di essere parte si acquista per le persone fisiche con la nascita, ed è goduta dalle persone giuridiche (società di capitali,..), in quanto avente una personalità giuridica.
Ci si potrebbe porre il problema della capacità di essere parte per i soggetti che non sono in possesso della personalità giuridica. Il nostro legislatore risolve il problema riconoscendo la capacità di essere parte anche soggetti che non hanno la Personalità giuridica, ma solo una mera soggettività.
L'ultimo comma art 75 del CPC contempla espressamente la capacità processuale:
"Sono capaci di stare in giudizio le persone che hanno il libero esercizio dei diritti che vi si fanno valere.
Le persone che non hanno il libero esercizio dei diritti non possono stare in giudizio se non rappresentate, assistite o autorizzate secondo le norme che regolano la loro capacità.
Le persone giuridiche stanno in giudizio per mezzo di chi le rappresenta a norma della legge o dello statuto.
Le associazioni e i comitati, che non sono persone giuridiche, stanno in giudizio per mezzo delle persone indicate negli art 36 e ss del CC."
Nell'ultimo comma il legislatore indica due soggetti che non sono persone giuridiche stanno in giudizio per mezzo delle persone di cui all'art 36.
Questo significa che se queste persone possono stare in giudizio per mezzo di soggetti indicati dell'art 36, il legislatore presuppone la loro capacità di stare in giudizio, perché altrimenti non avendo questa capacità non potrebbero stare in giudizio.
Questa disposizione va interpretata estensivamente a tutte quelle formazioni collettive sprovviste di personalità giuridica (es. condominio negli edifici, alle società di persone,…).
I soci di una s.n.c. o gli associati di una associazione non riconosciuta od ancora i singoli condomini non sono parti, ma terzi, nel processo intentato da o contro tali enti. Se essi muoiono in corso di causa o diventano incapaci di agire il pro non si interrompe, neppure se essi siano rappresentanti organici dell'ente: subentrerà loro automaticamente il nuovo rappresentante.
Qualora manchi la capacità di essere parte non vi è alcun rimedio, la domanda è inammissibile e pertanto va sicuramente rigettata.

## Capacità processuale
L'altro presupposto processuale è la capacità processuale (di agire), espressamente prevista dall'art 75 CPC. La Capacità Processuale altrimenti detta "legitimatio ad processum" da non confondersi con la lagitimatio ad causam. La capacità processuale è il corrispondente processuale di quella che è la capacità di agire sul piano sostanziale.
È la capacità di esercitare validamente tutte le posizioni giuridiche soggettive che la legge ritaglia per chi è parte nel processo, e quindi di compiere validamente tutti gli atti e negozi processuali che la legge prevede siano possibili per le parti” (ad. Esempio rispondere all'interrogatorio; sottoscrivere gli atti processuali;…) Di regola per le persone fisiche si acquista con la maggiore età.
Il nostro ordinamento prevede tutta una serie di strumenti atti a stabilire se la situazione di incapacità naturale del soggetto sia tale da precludergli la possibilità di esercitare scientemente i propri diritti oppure no.
Gli strumenti sono:
- il processo di interdizioni. Nel qual caso il giudice dovrebbe dire trasmetto gli atti al PM perché valuti per agire lui per dichiarare l'interdizione;
- normativa sulla amministrazione di sostegno (si prevede un meccanismo assistenziale di supporto per i soggetti che si trovano in questa condizione)

L'incapacità naturale invece, non è ritenuta di per sé considerata causa di lesione della capacità processuale.
Più semplice il discorso per le persone giuridiche diverse dalle persone fisiche, entrano in gioco i commi 3 e 4 dell'art 75. nel comma 4 (le persone giuridiche stanno in giudizio per mezzo di chi le rappresenta, le associazione e i comitati stanno in giudizio per mezzo delle persone indicate dal cc: i segretari del sindacato, i segretari dei partiti politici, il presidente del comitato, ecc).
Se vi fosse un difetto di capacità processuale, nel senso che c'è un soggetto il quale può essere parte ma non si è fatto rappresentare applico ex art. 182:
"Il giudice istruttore verifica d'ufficio la regolarità della costituzione delle parti e, quando occorre, le invita a completare o a mettere in regalo gli atti e i documenti che riconosce difettosi.
Quando rilevi un difetto di rappresentanza, di assistenza o di autorizzazione, il giudice può assegnare alle parti un termine per la costituzione della persona alla quale spetta la rappresentanza o l'assistenza, o per il rilascio delle necessarie autorizzazioni, salvo che si sia avverata una decadenza."
Il rappresentante processuale è il soggetto che ha il potere di agire in nome e per conto di altro soggetto (rappresentato), parte del processo.  Il rappresentante NON è mai parte formale nel processo. Parte formale nel processo, colui che pone la domanda o colui nei cui confronti la domanda è posta è sempre il rappresentato. È quindi sempre nei confronti del rappresentato che si produrranno gli effetti della sentenza che quel processo andrà a decidere. 
Questo è un concetto molto importante perché distingue la rappresentanza processuale da un altro istituto (la sostituzione processuale), che ha qualche elemento di connessione con la rappresentanza processuale.
Come nell'ambito della rappresentanza nel diritto sostanziale, anche la rappresentanza nell'ambito processuale conosce una distinzione fondamentale (la distinzione che si distingue dalla fonte o se meglio si vuole dal titolo del potere rappresentativo):

## Rappresentanza processuale legale e volontaria
- rappresentanza processuale legale: fonte del potere di agire in nome e per conto del soggetto rappresentato è la legge (es i genitori hanno la rappresentanza processuale ex lege dei minori, così il tutore dell'interdetto).
- rappresentanza processuale volontaria: fonte del potere di agire in nome e per conto del soggetto rappresentato è la volontà del soggetto rappresentato, soggetto che (il rappresentato), non solo è completamente capace di intendere e di volere, ma anche perfettamente capace di agire. I motivi che spingo alla costituzione di questa rappresentanza sono i più vari.

Anche il diritto privato conosce la rappresentanza volontaria, che viene conferita con un atto unilaterale: la procura. La procura è il negozio unilaterale con cui un soggetto attribuisce ad un altro soggetto il potere di rappresentarlo. E normalmente la Procura viene chiamata anche nel campo del diritto processuale quell'atto con cui si attribuisce il potere di rappresentanza processuale volontaria. Soltanto che (e questo è importante sottolinearlo)  nel campo del diritto processuale l'atteggiamento, il regime e la disciplina che il CPC individua per la rappresentanza volontaria, sono l'atteggiamento, il regime e la disciplina molto rigorosi. Il nostro legislatore guarda con notevole circospezione al fenomeno della rappresentanza volontari processuale. Vuole essere quindi estremamente sicuro circa la sussistenza nel caso di specie del potere rappresentativo.
L'art 77 del cpc è la norma fondamentale.
La norma fa emergere due presupposti fondamentali affinché il potere rappresentativo processuale volontario sia conferito in modo legittimo:
la procura deve essere conferita espressamente per iscritto . Quindi la forma scritta qui è ab sustantiam  a pena di nullità e quindi inefficacia dell'atto
È un presupposto che si ricava in via sistematica, la norma parla di due soggetti peculiari: (il procuratore generale e quello speciale.
- Il procuratore generale è quel soggetto che ha la rappresentanza di tutti i rapporti giuridici che fanno capo al rappresentato;
- il procuratore speciale, è quel soggetto preposto a rappresentare il rappresentato in ordine a certi specifici affari e non a tutti.

L'art 77 dopo aver posto i presupposti fondamentali per la rappresentanza processuale volontaria, prevede nel comma 2 ipotesi in cui tale potere si presume conferito a certi soggetti.
“Tale potere si presume conferito al procuratore generale di chi non ha residenza o domicilio nello Stato e all'institore”
Anche qui il legislatore prevede che si possa risalire da un fatto noto ad un fatto ignoto. In questo articolo il fatto noto è il conferimento della procura generale da parte di chi non ha ne residenza ne domicilio nel territorio della repubblica, oppure della procura institoria. Il ragionamento che fa il legislatore è il seguente: se un soggetto che non sta in Italia, conferisce il potere di rappresentarlo per tutti i rapporti sostanziali, è ragionevole che il conferimento della rappresentanza sostanziale si accompagni con il conferimento della rappresentanza anche processuale. 
Lo stesso vale per l'institore. L'institore è colui che l'imprenditore commerciale prepone alla gestione di un settore o ramo dell'impresa, colui che rappresenta l'imprenditore commerciale in un settore o ramo di una impresa. Si dice anche l'alter ego dell'imprenditore. Spesso si individua nella figura del direttore generale.
Il legislatore pone una presunzione legale, e cioè da un fatto noto provato in giudizio (procura institoria), si presume che ci sia anche il conferimento del potere di rappresentanza processuale.
Ulteriore problema che la disposizione pone, soprattutto in riferimento all'institore: il punto è  una presunzione legale assoluta o relativa? Ossia è suscettibile o meno di essere oggetto di prova contraria?
È un problema delicato, ed è necessario indicare i motivi per i quali il legislatore è così attento nell'individuare in modo preciso i presupposti della rappresentanza processuale.
Nessun problema si pone nel caso in cui l'atto scritto (procura) che conferisce il potere rappresentativo esclude in modo espresso il conferimento del potere di rappresentanza processuale.
Il problema si pone quando la procura nulla dice in merito alla rappresentanza processuale, e in questo caso secondo quest'ultimo orientamento, occorrerebbe distinguere a in funzione della posizione che nel processo assume il presunto rappresentante, ovvero se sia attore o convenuto.
- Se il rappresentante è convenuto i valori La tutela dell'affidamento incolpevole, e il diritto, al potere di azione di un soggetto. Impongono di considerare la presunzione legale assoluta, per cui, esemplificando, se c'è un atto di conferimento di rappresentanza, o institoria, nel quale non si ha cura di precisare espressamente che non è prevista la rappresentanza processuale, e qualora la controparte agisca nei confronti di costui, convenendolo in giudizio in persona del suo rappresentante. Vale a dire chi il presunto rappresentato NON può fare nulla.
- Se il rappresentante è attore, invece la presunzione si ammette che sia relativa, con possibilità di ammissione della prova contraria. Perché non vengono in gioco quei superiori principi relativi all'affidamento incolpevole, o al diritto alla difesa.

Lo scopo principale di tale interpretazione e della disposizione in generale è quello di evitare che si instaurino processi con un soggetto falsamente rappresentato, per i devastanti effetti a livello processuale che tale fatto ha.
Questa seconda opinione non ha trovato riscontro in giurisprudenza, essa è orientata a preferire la posizione più risalente.
| Controllo di autorità | Thesaurus BNCF 48470 |